# Paura senza limite
Paura senza limite è il quinto romanzo in ordine di uscita della serie di spionaggio-tecnopolitica di Tom Clancy, in cui si narra la vita di Jack Ryan.

## Trama
Dopo la guerra segreta in Colombia (Pericolo imminente), Jack Ryan si ritrova Vicedirettore alle Informazioni nella CIA al posto dell'ammiraglio Greer, morto di cancro, con un nuovo presidente degli Stati Uniti che ignora molti dei fatti accaduti ed un segretario di stato, Elizabeth Elliot, pseudopacifista ed amante del Presidente. Jack suggerisce, grazie alle sue amicizie internazionali tra le quali un influente Gesuita, il Principe di Galles ed il principe Alì bin Sheik della casa regnante saudita, un piano internazionale di pace per Gerusalemme, ma quando questo viene attuato, il merito viene ascritto al Presidente statunitense.
Nel frattempo un gruppo di terroristi palestinesi che ha ritrovato un ordigno nucleare a fissione, perso dagli israeliani durante la guerra del Kippur, decide di modificarlo con l'aiuto di uno scienziato della ex-DDR in un ordigno a due stadi (una bomba H). L'obiettivo finale dei terroristi è di scatenare un conflitto nucleare fra le due superpotenze (che bloccherebbe il processo di pace in Medio Oriente), facendo esplodere un'atomica negli Stati Uniti e inscenando contemporaneamente un attacco alle forze americane di stanza a Berlino da parte dei Russi grazie all'aiuto di ex agenti della STASI. Il bersaglio dell'attacco nucleare è Denver dove si svolge il Superbowl, al quale dovrebbe presenziare anche il presidente USA.
L'attacco riesce solo parzialmente in quanto l'ordigno si rivela un "fiasco" a causa di un errore nelle procedure di assemblaggio. Nonostante l'esplosione del solo primo stadio, la bomba causa comunque decine di migliaia di vittime; l'attacco a Berlino causa violenti combattimenti tra le forze americane e russe. L'effetto ottenuto sul presidente americano, pessimamente "consigliato" dal suo segretario di stato, e senza che il segretario alla difesa, morto nell'attentato allo stadio, possa mitigarne l'influenza, è terribile. In preda ad una vera crisi di paranoia, il Presidente si convince che dietro a tutto ci siano i russi; solo Ryan riesce a scongiurare il conflitto inserendosi sulla "linea rossa" di conversazione tra i due presidenti.
Nel frattempo la CIA arresta e mette sotto tortura alcuni dei terroristi. In un ennesimo tentativo di depistaggio i due confessano che dietro a tutta la vicenda c'è l'Iran. Il Presidente americano ordina allora un attacco nucleare contro la città santa di Qum, residenza del presidente iraniano, ma Ryan, nella sua veste di funzionario nominato dal Congresso, si rifiuta di convalidare l'ordine, mettendo in discussione la sanità mentale del presidente. Il contrasto fra i due innesca una crisi costituzionale che porta alle dimissioni del presidente e all'abbandono del servizio da parte dello stesso Ryan, disgustato da quanto accaduto.
Il libro si chiude con l'esecuzione in Arabia Saudita dei terroristi e con il colloquio fra il presidente iraniano e Ryan, in cui il primo ringrazia il secondo per avergli salvato la vita. Il tono della risposta di Ryan, che dice di averlo fatto per salvare esclusivamente gli innocenti di Qum, lascia intendere che i rapporti fra i due non miglioreranno nei prossimi capitoli della saga.

## Edizioni
- Tom Clancy, Paura senza limite, collana BUR, Rizzoli, 1999,  p. 882.

## Adattamenti
Il romanzo ha ispirato la sceneggiatura del film Al vertice della tensione diretto da Phil Alden Robinson, con protagonista Ben Affleck nel ruolo di Jack Ryan.